# Подполковник
По̀дполковник (във флота: капитан II ранг) в съвременните военни структури е военно звание на старши офицер, между майор и полковник. Съответства на званието lieutenant colonel в много армии по света.
Званието се появява в Русия като ранг за длъжността заместник-командир на полка в стрелковите войски в края на 15 – началото на 16 век. В стрелковите полкове като правило подполковниците изпълнявали всички административни функции вместо полковника. През 17 век и началото на 18 век званието и длъжността в Русия се наричали полуполковник, защото подполковникът обикновено освен своите задължения командвал и втората половина на полка – задните редове в строя и резерва (до въвеждането на батальонния строй).
| Военни звания |              |                   |
| младши: Майор | Подполковник | старши: Полковник |